# Gilbert du Motier de La Fayette
Marie-Joseph Paul Yves Roch Gilbert du Motier de La Fayette (közismert nevén Lafayette) [maʁki də la fajɛt], [ejtsd: láfájet] (Chavaniac-Lafayette (Haute-Loire), 1757. szeptember 6. – Párizs, 1834. május 20.) liberális gondolkodású francia arisztokrata, katonatiszt, politikus. Az amerikai függetlenségi háborúban tábornokként harcolt George Washington vezérlete alatt. A francia forradalom alatt és különösen a júliusi forradalom idején jelentős politikai szerepet játszott. 2002-ben az USA posztumusz tiszteletbeli polgára lett.

## Élete

### Ifjúkora
Ősi auvergne-i családból származott, korán árvaságra jutott. 2 éves volt, amikor édesapja meghalt, és 8 éves korában elvesztette édesanyját is. Anyai nagyapjának egyedüli örököseként hatalmas vagyon várt rá nagykorúságának elérésekor. La Rivière gróf, anyai dédapja, a királyi hadsereg egykori főhadnagya Párizsba hozta, hogy gondoskodjon neveltetéséről. La Fayette a Plessis gimnáziumban, és vele párhuzamosan a Királyi muskétások katonai tisztképzőjében tanult. A versailles-i Katonai Akadémián is folytatott tanulmányokat. La Rivière gróf halála után a hadsereget tekintette második családjának. 17 évesen elvette feleségül Marie Adrienne Françoise de Noailles-t, egy gazdag arisztokrata katonatiszt lányát. Felesége családján keresztül kapcsolatba került a versailles-i királyi udvarral. A metzi garnizonban állomásozott, amikor tudomást szerzett a tizenhárom gyarmat függetlenné válásáról. Titokban találkozott Benjamin Franklinnal, aki követként jött Versailles-ba, és segítséget kért XVI. Lajostól a tizenhárom gyarmat nevében.

### Amerikai függetlenségi háború

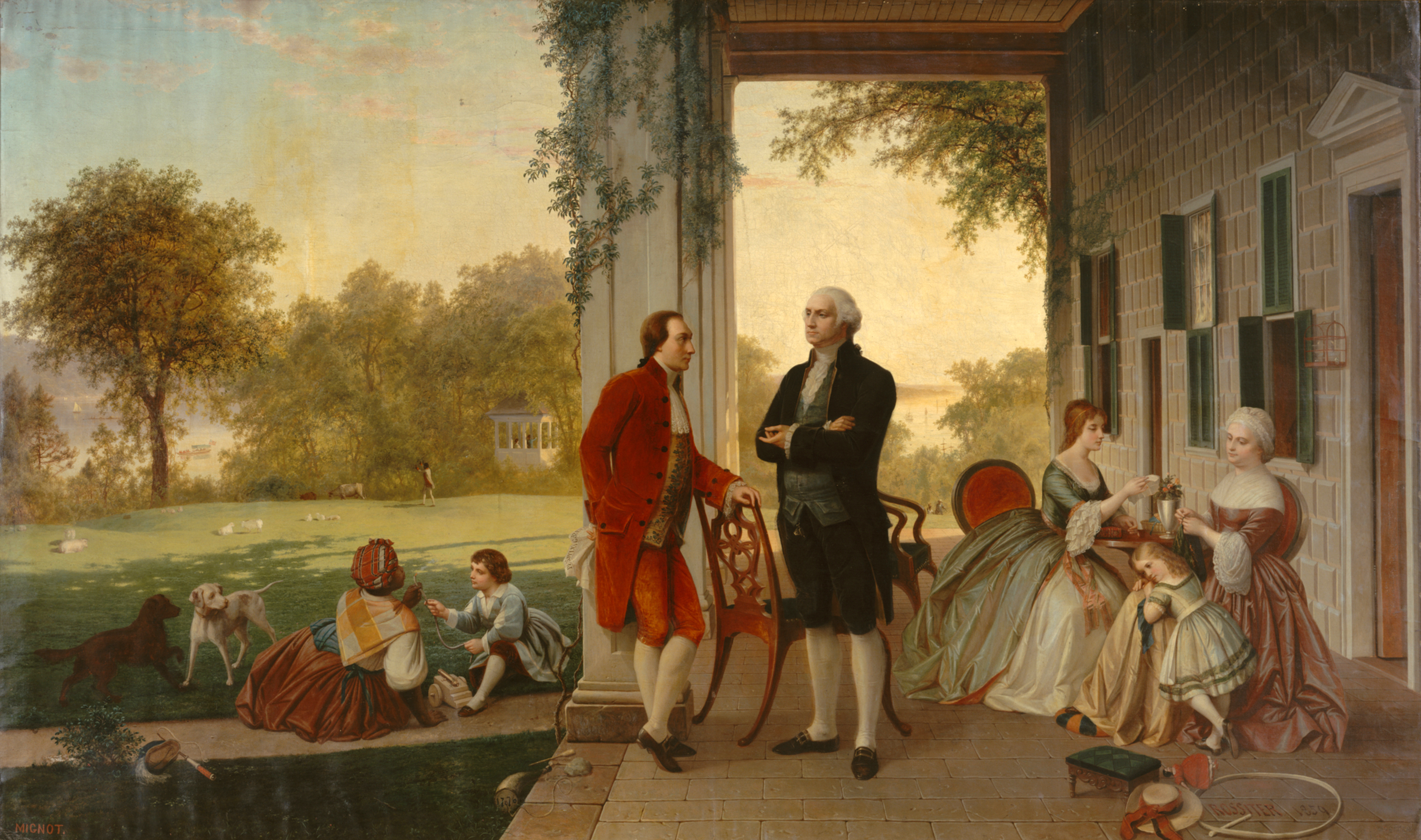
La Fayette és George Washington Mount Vernonban (1784)

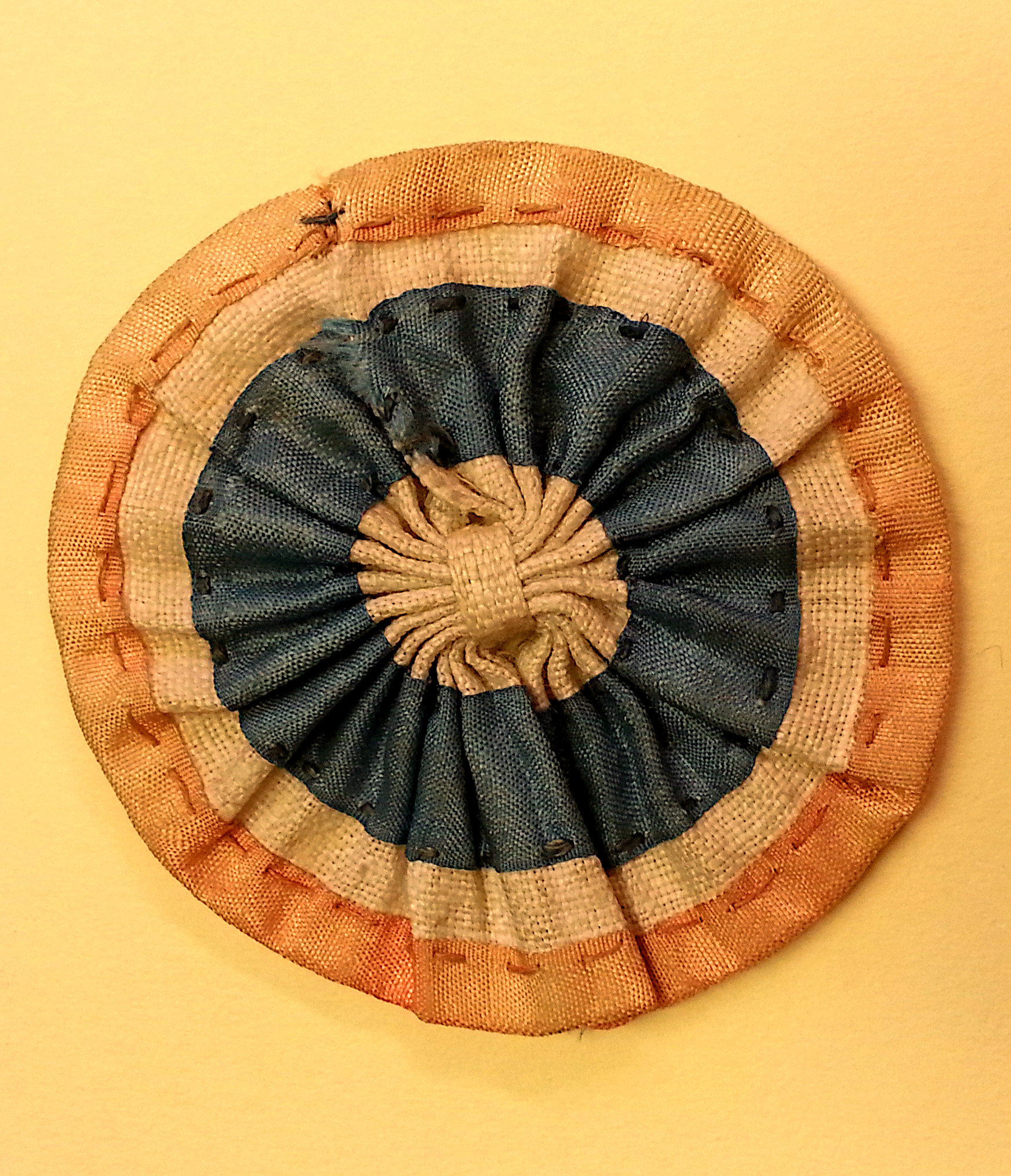
La Fayette 1789. július 17-én felszólította csapatait, hogy tűzzék ki a trikolór kokárdát

A szabadságszerető, lelkes La Fayette Párizsban titokban belépett az amerikai hadseregbe. Saját pénzéből megvásárolta a La Victoire 200 regisztertonnás hajót, amelyen csak két ágyú volt. 30 fős legénységével Anglia partjai felé indult, hogy megtévessze az angol kémeket és a függetlenségi háború francia ellenzőit. Majd visszafordultak. Bordeaux-ban a király pecsétes levele várta, Marseille-be rendelték, és megtiltották számára, hogy elhagyja Franciaországot. La Fayette látszólag engedelmeskedett, kocsin indult Marseille-be, majd néhány mérföld után Bayonne-ba ment, és 1777. április 26-án Pasaiából elhajózott Amerikába. Június 13-án érték el a szárazföldet Georgetown mellett.
Beszédet mondott Philadelphiában a kontinentális kongresszusban, és azt kérte, hogy egyszerű katonaként szolgálhasson a hadseregben. Számos, európai nemes ifjú harcolt az amerikai hadseregben, közöttük Johann von Kalb, Friedrich Wilhelm von Steuben, Tadeusz Kościuszko. Valamennyien kiválóan megállták helyüket, a harcokban nagy bátorságról tettek tanúságot. La Fayette részt vett a nyári harcokban. 1777. szeptember 11-én a brandywine-i csatában comblövést kapott. Néhány hónap pihenő után visszatért. A gloucesteri csatában vezetett először önállóan egy 350 fős csapatot. A felderítés során óvatosan közelítették meg a briteket, bekerítették az előőrsöt, majd 400 hesseni zsoldost fogtak el. La Fayette első parancsnoki sikerét könyvelhette el. A Kongresszus vezérőrnagyi ranggal tüntette ki. Egy alkalommal behatolt Kanadába maréknyi seregével, és kiszabadított kétezer katonát az angolok ostromgyűrűjéből.

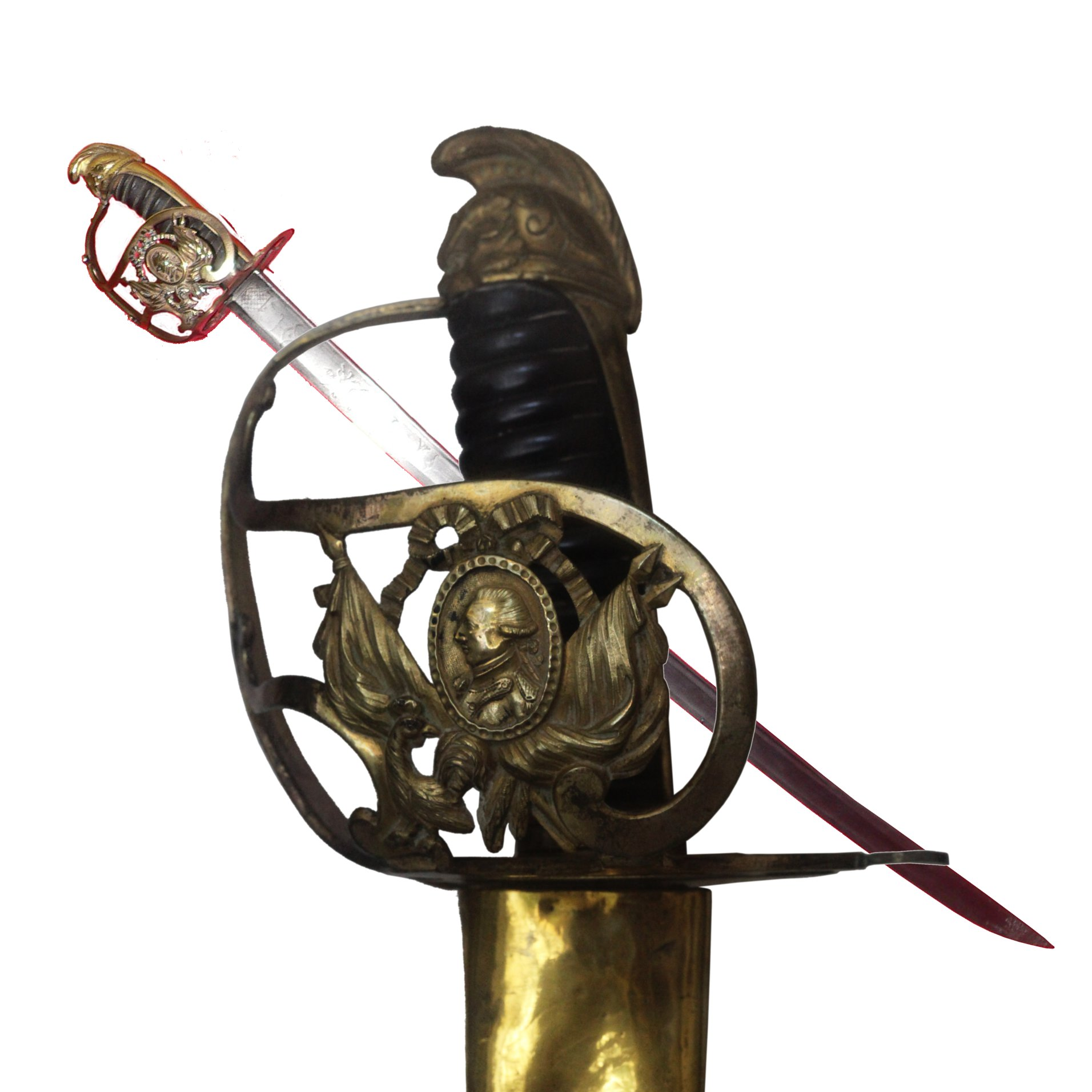
A kontinentális hadsereg egyik tisztjének kardja az őrt álló La Fayette arcképével (kb. 1790)

1778. május 20-án a Barren Hill-i csatában az angolok megpróbálták bekeríteni La Fayette kontinentális seregét, de nem sikerült a manőver. 1778. június 28-án zajlott le monmouthi csata. Előzőleg 6 hónapig a Valley Forge-ban kaptak kiképzést a katonák von Steuben és La Fayette irányításával. Az alapos felkészítésnek köszönhetően ekkor kezdett megerősödni a kontinentális hadsereg. A július 8-i Rhode Island-i ütközet nyomán kialakult kényes helyzetben rendkívül „körültekintő, ügyes, és gáláns módon járt el La Fayette”, a Kontinentális Kongresszus szerint.
1779 tavaszán La Fayette visszatért Franciaországba, ahol lelkesen fogadták. XVI. Lajos 6000 katonát küldött a felkelők megsegítésére Rochambeau vezérlete alatt. La Fayette megelőzte a francia segítséget szállító flottát, 1780. április 28-án érkezett Bostonba. 1781-ben La Fayette Virginiába ment egy kis létszámú csapata élén. Charles Cornwallis tábornok üldözte jóval nagyobb seregével. Cornwallis, akit Öreg rókának hívtak, azt gondolta, hogy La Fayette, akit The Boynak (Kisfiú) nevezett nem fog tudni elmenekülni. De La Fayette ügyes manőverekkel becsalta Cornwallisékat a Chesapeake-öbölbe, majd Saint-Simon márki seregével együtt körülzárták őket. François Joseph Paul de Grasse márki a francia flottával elzárta a tengeri kijáratot. Közben Washington és nyomában Rochambeau erőltetett menetben közeledtek, majd egyesítették csapataikat. A támadást 1781. október 1-jén indították, a harcokat La Fayette irányította. Október 17-én végső győzelmet arattak a francia–amerikai szövetséges seregek Yorktownban.
Amerikai hajó vitte vissza La Fayette márkit Franciaországba. A király tábornoki ranggal tüntette ki. A versailles-i és madridi kormányok azt tervezték, hogy közös expedíciót indítanak Jamaica és Kanada ellen. Anglia ennek hírére 1783. január 20-án letette a fegyvert. 1784-ben La Fayette ismét ellátogatott Amerikába.

### Újra Franciaországban
La Fayette márki az 1787 februárjában, Versailles-ban összeült főnemesi gyűlés tagja volt. Javasolta a sóadó eltörlését, követelte Charles Alexandre de Calonne-nak, az adó- és pénzügyek ellenőrének leváltását. Javasolta a rendi gyűlés összehívását az ország bajainak orvoslására. Nemes célok megvalósítása mellett kötelezte el magát. 1788. február 17-én Jacques Pierre Brissot-val és Henri Grégoire abbéval létrehozta A négerek barátainak társaságát, amely a rabszolgatartás és rabszolgakereskedelem felszámolását tűzte ki célul.

### A forradalom idején

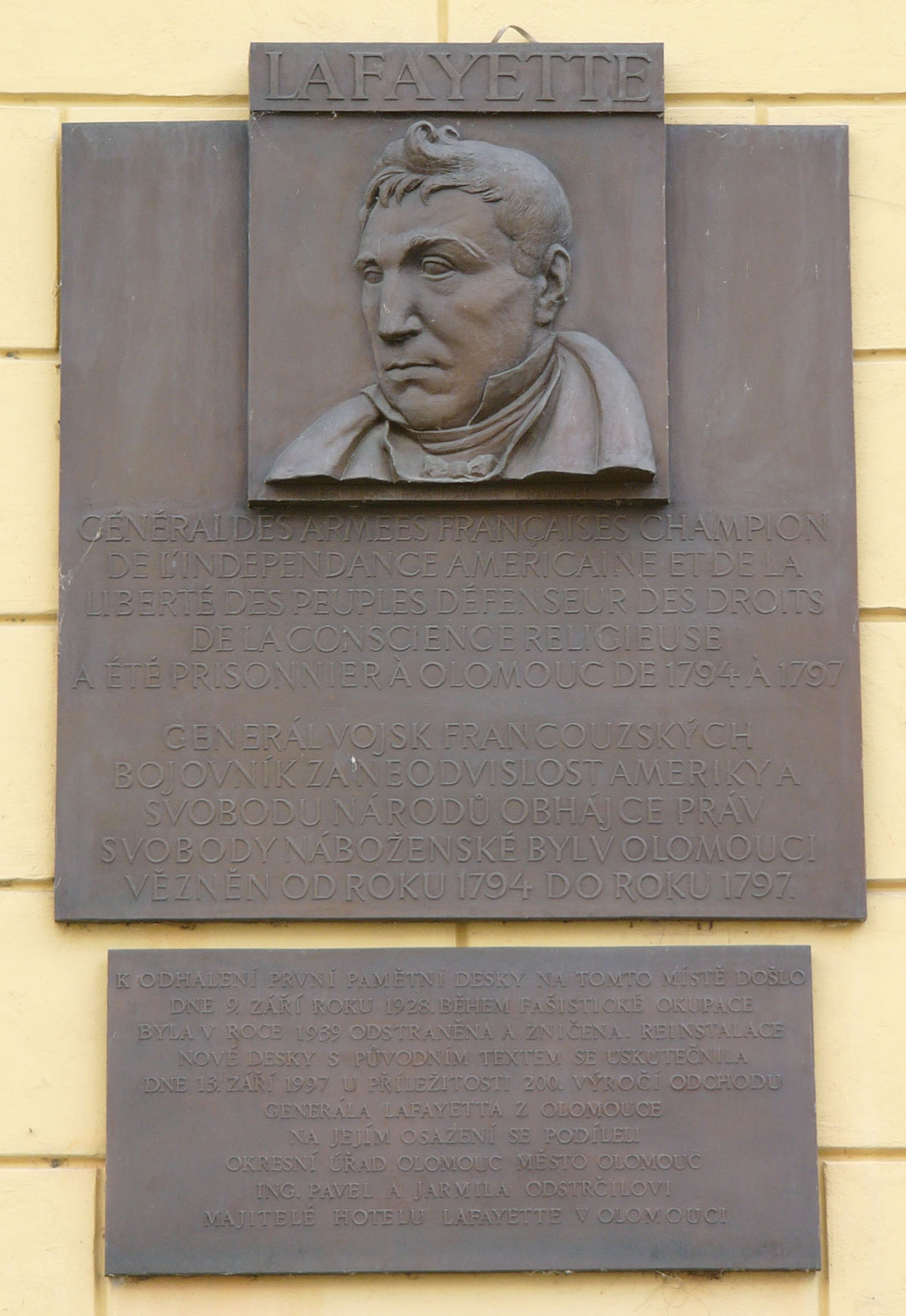
La Fayette emléktábla Olmützben

1789. május 5-én Riom, Auvergne képviselőjeként vett részt a Rendi Gyűlésen. Július 11-én nyújtotta be az Alkotmányozó Nemzetgyűlésnek az Emberi és polgári jogok nyilatkozatának első szövegtervezetét, de a Nemzetgyűlés nem fogadta el. Július 13-án, amikor La Fayette-et választották a Nemzetgyűlés elnökhelyettesévé, az éhes párizsi nép fellázadt, és fosztogatni kezdte az üzleteket és fegyvereket szerzett. A túlkapásoktól való félelem hozta létre a Nemzeti Gárda párizsi szekcióját. A legtehetősebb polgárok csatlakoztak spontán módon a Gárdához. Július 15-én XVI. Lajos La Fayette-et nevezte ki a Nemzeti Gárda főparancsnokává, 16-án ő adta ki a parancsot a Bastille lerombolására. 17-én felszólította csapatait, hogy tűzzék ki a háromszínű kokárdát.
Október 5-én a túlnyomóan asszonyokból álló menet érkezett Versailles-ba, kenyeret követelt a királytól. Azt is kérték, hogy a Királyi Gárdát váltsa fel a Nemzeti Gárda. 6-án reggel radikalizálódott a helyzet, La Fayette-et az őrjöngő tömeg ébresztette fel. A Gárda elkésett, és nem tudta megvédeni a kastélyt. La Fayette megmentette a királyi családot és Párizsba kísérte.

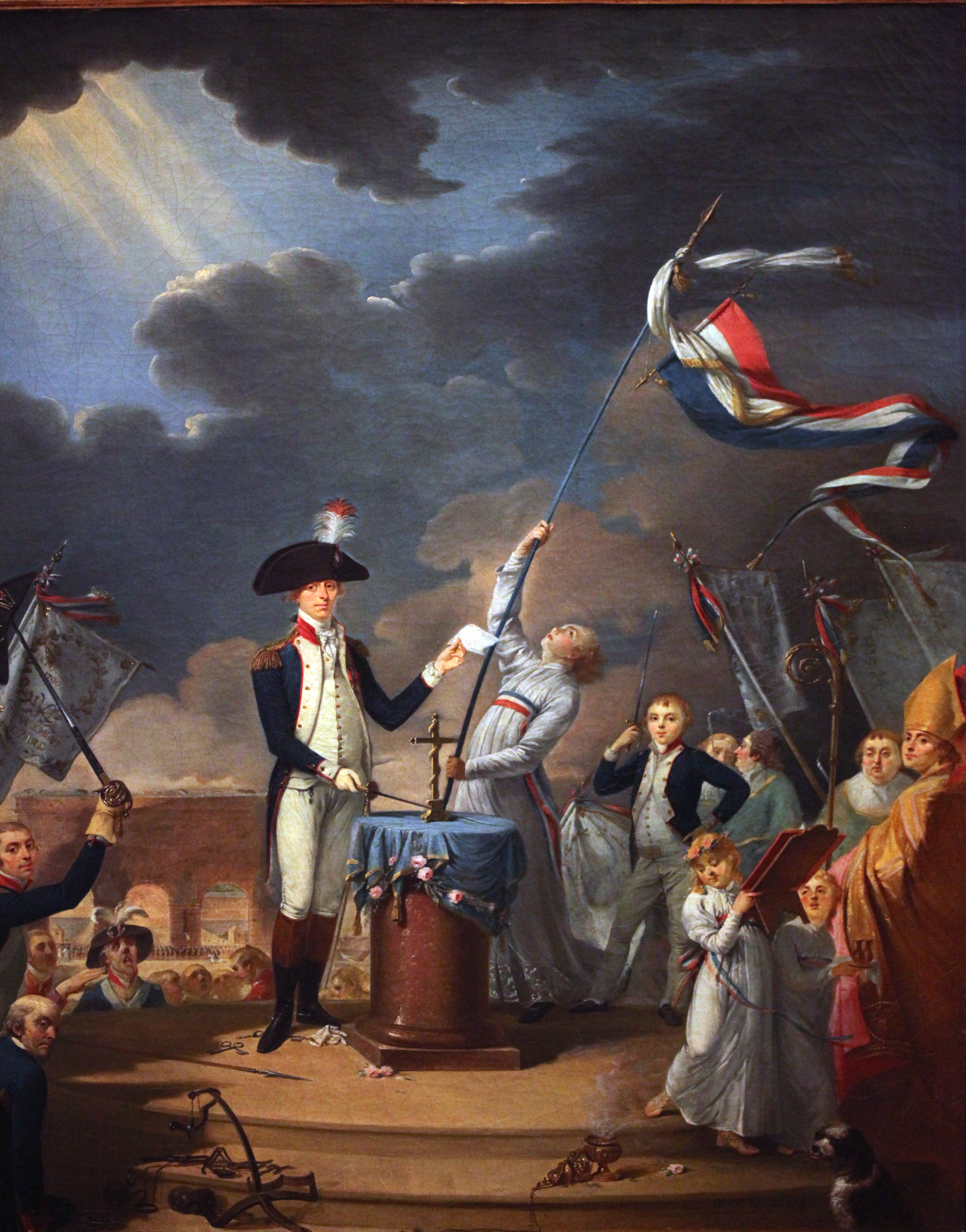
La Fayette esküje 1790. július 14-én. Mintegy 300 000 képviselő nevében esküt tesz a szabadság, a törvények és az alkotmány védelmére.

1790. július 14-én, a Bastille elfoglalásának első évfordulóján La Fayette szervezte meg a szövetség ünnepét (Fête de la Fédération) a Champ-de-Marson, ahol 83 megye küldöttei vettek részt. Tagja volt az Alkotmány barátai társaságának, amely a Jakobinus klubban gyűlésezett.
1791. július 16-án kiváltak a mérsékeltek, az alkotmányos monarchia támogatói, közöttük La Fayette is, és létrehozták a Feuillantinus klubot. Choderlos de Laclos és Jacques Pierre Brissot július 15-én republikánus petíciót fogalmaztak meg a Törvényhozó Nemzetgyűlés rendelete ellen, amely visszaadta a király jogait és nem követelték a monarchia eltörlését. 16-án a Cordeliers klub ügynökei a Champ-de-Marsra lázították az embereket, hogy aláírják a petíciót. 17-én 13 órakor még mindig nem hozták a petíciót, s akkor Pierre-François-Joseph Robert a Cordeliers klub elnöke és felesége Louise de Kéralio ott helyben írták meg kérvényt. Félelmetes tumultus keletkezett. La Fayette megérkezett a Nemzeti Gárda élén. A tömeg elégedetlenül fogadta, és kövekkel dobálta meg a nemzetőröket. Valaki rálőtt La Fayette-re, de nem találta el. Jean Sylvain Bailly Párizs polgármestere statáriumot hirdetett, La Fayette parancsára figyelmeztető lövések dörrentek. A tömeg nem tágított, köveket hajított a katonákra. Ekkor Bailly tüzet vezényelt. Ötven halott és több száz sebesült maradt a téren. La Fayette népszerűsége lehanyatlott, október 8-án lemondott a Nemzeti Gárda parancsnokságáról, és visszavonult birtokaira. Baillyt a sans-culotte-ok küldték nyaktiló alá 1793. november 12-én.
1792-ben a Központi Hadsereg parancsnokává nevezték ki. A király letartóztatásának hírére La Fayette, az alkotmányos monarchia feltétlen híve azzal fenyegetett, hogy csapatait a párizsi forradalmárok ellen fogja bevetni. A jakobinusok a nemzet árulójává nyilvánították, a Nemzetgyűlés megszavazta letartóztatását.

### Fogságban
Charles César de Fay de Latour-Maubourg, Alexandre de Lameth, Jean-Xavier Bureau de Pusy és néhány tiszt társaságában Osztrák-Németalföldre (vagyis a mai Belgiumba) menekült. 1792. augusztus 17-én Rochefort-ban a Habsburg-hatóságok letartóztatták őket. A weseli, majd a magdeburgi várbörtönbe kerültek. 1794. május 17-én átvitték őket Olmützbe. A Campo Formió-i béke egyik előfeltétele volt a francia foglyok szabadon bocsátása. 1797. szeptember 17-én hagyták el a börtönt, és a cseh–szász határon átkelve átadták őket a hamburgi amerikai konzulnak.

### Visszatérés Franciaországba

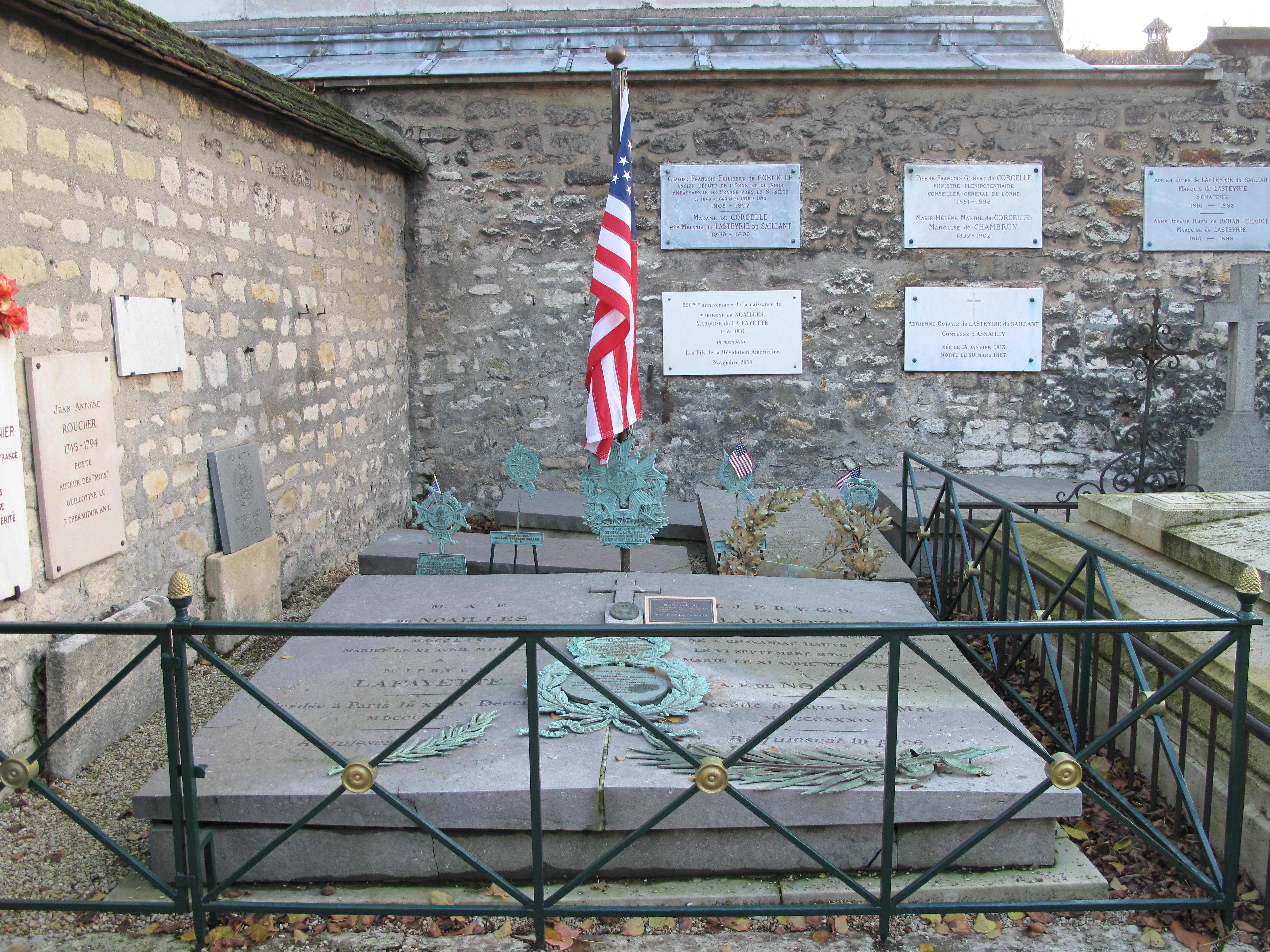
La Fayette márki sírja a Picpus temetőben (Párizs, 12. kerület)

La Fayette és társai Hamburgon át érkeztek a Hét Egyesült Holland Tartományba (Holland Köztársaság), ahol kedvező fogadtatásban részesültek. La Fayette Utrechtben telepedett le, mert a Direktórium megtiltotta hazatérését. A brumaire 18–19-i államcsíny után hirtelen úgy döntött, hogy a konzulok előzetes engedélye nélkül is visszatér hazájába. Visszavonult birtokaira. Baráti kapcsolatba került Joseph Bonapartéval, ennek köszönhetően törölték nevét az emigránsok listájáról, és fia, Georges Washington de La Fayette a huszárezred tisztje lett. La Fayette az Haute-Loire megyei tanácsának tagjaként működött, és katonai rangjának megfelelő nyugdíjban részesült. 1804-ben a császári rang felvétele ellen szavazott, és visszautasította a Napóleon által felajánlott Becsületrendet. 1814-ben közeledett a Bourbon-házhoz, találkozott XVIII. Lajossal és Artois grófjával, a későbbi X. Károly királlyal. Napóleon visszatérésekor visszapártolt a császárhoz Franciaország érdekében. Május 10-én a Seine-et-Marne képviselőjeként bekerült a parlamentbe. A waterlooi csata után megvédte a parlamentet, nem engedte feloszlatni. A Tuileriák palotájában, javasolta, hogy követeljék a császár lemondását. Napóleon lemondott fia javára. A Bourbon-restauráció alatt mellőzték La Fayette–et, mert a Száz nap alatt Napóleon mellé állt. 1820 augusztusában katonai puccs készült a restauráció ellen, de meghiúsult. La Fayette-et is gyanúsították a részvétellel, de komoly jogi lépéseket nem tettek ellen. 1824-ben utazott utoljára az Egyesült Államokba. Felkereste George Washington sírját, és találkozott néhány egykori tiszttársával is. Mindenütt nagy tisztelettel és lelkesedéssel fogadták.
1830. július 27-én, amikor Párizs népe barikádokat emelt, La Fayette átmeneti kormánybizottságot alakított. A forradalom elűzte a Bourbonokat és I. Lajos Fülöp foglalta el Franciaország trónját. Augusztus 16-án a király megbízta La Fayette-et a nemzeti gárda újjászervezésével, és kinevezte a gárda országos főparancsnokának. Lajos Fülöp ugyanakkor nem bízott a liberális beállítottságú La Fayette-ben, akiről Chateaubriand azt írta, hogy köztársaságról álmodozott. A király azt is veszélyesnek tartotta, hogy csak egyetlen fegyveres szervezet biztosítja a közrendet. Felkérte ezért Nicolas Jean-de-Dieu Soult hadügyminisztert, hogy szervezze át a reguláris hadsereget. December 4-én a parlament visszavette a főparancsnoki tisztséget La Fayette-től arra hivatkozva, hogy a júliusi monarchia alapokmánya (Charte de 1830) biztosítja a nemzeti gárdának azt a jogot, hogy maga válassza ki a parancsnoki tisztségek betöltőit. A mélyen megsértett La Fayette másnap lemondott. Élete végéig parlamenti képviselő maradt, a legkeményebb ellenzéki csoporthoz tartozott. 1834 januárjában vett részt utoljára a parlamenti vitákban. 1834. május 20-án halt meg. Kívánsága szerint felesége mellé temették a Picpus temetőben. Sírjába helyezték azt a földet, amit utolsó amerikai útjáról hozott magával.

### Szabadkőműves pályafutása
Felvételéről megoszlanak a vélemények. Egyik szerint egy katonai páholyba vették volna fel Morristownban, New Jersey-ben. Mások szerint 1777-ben fogadták be a kontinentális hadsereg táborában, Valley Forge-ban, Pennsylvániában. Egy következő variáció szerint 1825-ben a Tennessee Nagypáholy vette fel. Ő maga azt állította, hogy már Amerikába érkezése előtt szabadkőműves lett. Ez azt jelenti, hogy az általában megkövetelt 21. életéve előtt vették fel, de ez az akkori Franciaországban elképzelhető. Mindenesetre elismerték szabadkőművesnek, számtalan valódi és tiszteletbeli szabadkőműves címet és rangot adományoztak neki, főként Amerikában, de Franciaországban is. A Skót rítus 33 fokára emelték, a New York-i Nagytanács tiszteletbeli parancsnoka volt, és a Franciaországi Nagytanács is tagjai közé választotta. Több mint 75 szabadkőműves szervezetet neveztek el róla az Egyesült Államokban. Egy, a felesége által készített szabadkőműves köténnyel ajándékozta meg George Washingtont. Ma ezt Pennsylvania Nagypáholya őrzi.

## Emlékezete
1917. június 28-án szálltak partra Saint-Nazaire-ben az első amerikai csapatok. A 16. gyalogos hadosztály 2. zászlóalja július 4-én, az USA Függetlenségi napján katonai parádét tartott Párizsban. Elvonultak a Picpus temetőbe, és tisztelegtek La Fayette tábornok sírjánál. John Pershing tábornok vezérkarához tartozó Charles E. Stanton alezredes így kiáltott: „La Fayette, íme itt vagyunk!”
Minden évben július 4-én virágcsokrot helyez el sírján az USA párizsi nagykövete.
2002. augusztus 8. óta az USA posztumusz tiszteletbeli polgára.
Auguste Bartholdi készítette el La Fayette szobrát, Franciaország ajándékát New York városának. 1876-ban adták át ünnepélyesen, és ma a Union Square Parkban áll.
Sugárutakat, tereket, parkokat és városokat neveztek el róla az Egyesült Államokban (Lafayette Square: Buffalo, Los Angeles, Saint Louis (Missouri), New Orleans, Washington, ill. Fayetteville néven települések: Arkansas, Észak-Karolina, Tennessee, Georgia, Nyugat-Virginia, Texas) és Franciaországban.
Lin-Manuel Miranda amerikai zeneszerző, dalszövegíró, Broadway színész a 2015-ben írt Hamilton című musicaljében, amely Alexander Hamilton amerikai forradalmár, alapító atya és államférfi életéről szól, megjeleníti La Fayette alakját és az Amerikai függetlenségi háborúban való részvételét, tetteit. A színpadon és az eredeti hanganyagon Daveed Diggs, amerikai színész és énekes személyesíti meg.

## Kapcsolódó szócikk
- James Armistead Lafayette